# Acidalia Mensa
L'Acidalia Mensa è una struttura geologica della superficie di Marte.